# Bitva u Bolie
Bitva u Bolie se odehrála na severu Panonie u řeky Bolia, snad poblíž dnešní slovenské řeky Ipeľ v roce 469 mezi Ostrogóty a koalicí převážně germánských kmenů Herulů, Rugiů, Skirů a Svébů, které podporoval východořímský císař Leon I.
Římského císaře od podpory koalice proti Gótům odrazoval jeho magister militum Aspar. Svébský král Hunimund a také jeho syn Alarich sjednotili svá vojska se Skiry pod vedením Edeka otce Odoakera a jeho staršího bratra Hunulfa, se sarmatskými králi Beukou a Babaiem, Heruly, podporováni Gepidy a Rugii se vydali proti Panonii osídlené Ostrogóty. Současně východořímský císař Leon vyslal římskou armádu k útoku na Góty, kteří byli připraveni připojit se ke svému kmeni, proti kmenové koalici Germánů a Sarmatů. Císař Leon, tak učinil proti Asparovi, který odmítl jakoukoliv válku proti Gótům, protože to mohlo poškodit zájmy východořímské říše. Bitva se odehrála na dnes neznámém místě na severu Panonie, sarmatsko-germánská koalice byla Ostrogóty poražena.
Informace o této události se dochovaly zásluhou knihy historika Jordanese, zvané obvykle Getica, která byla sepsána na základě dochovaných zbytků Cassiodorových dějin Gótů. Podle této knihy se bitva odehrála u řeky Bolia, na pravém břehu Dunaje, poblíž dnešních slovensko-maďarských hranic na dnes neznámém místě. Popisu odpovídá řeka Ipeľ. Origo Gothica však předpokládá, že řeka byla na pravé straně Dunaje v Panonii. Možným místem bitvy tedy může být území naproti soutoku Ipeľu a Dunaje